# Fun Boy Three

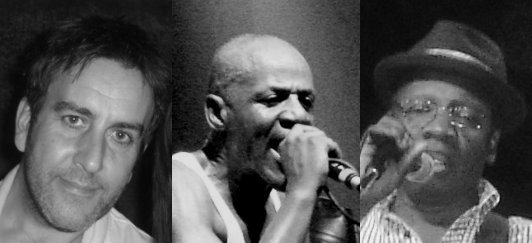
Les membres du groupe : Terry Hall, Lynval Golding et Neville Staple.

Fun Boy Three est un groupe de pop britannique issu du ska et aux tendances new wave. Il est composé de trois anciens membres des Specials : Terry Hall, Lynval Golding et Neville Staple. Actif entre 1981 et 1983, Fun Boy Three fut un habitué des charts britanniques avec deux albums et huit singles classés.

## 1981: naissance de Fun Boy Three
L'année 1981 a vu la mouvance du ska se terminer aussi vite qu'elle avait commencée. Le label 2 Tone, fondé par Jerry Dammers (le clavier des Specials), commence à prendre l'eau et la plupart des groupes signés quittent le label, se séparent ou évoluent.
C'est dans ce contexte difficile que les Specials sortent leur dernier single en juin 1981, Ghost town, un immense succès et certainement l'un de leurs meilleurs titres. Il atteint la première place des charts britanniques au moment où des émeutes[Lesquelles ?] bouleversent le pays. Lassés de la mauvaise ambiance qui règne au sein du groupe, étouffés par l'emprise autoritaire de Jerry Dammers sur la direction musicale, les Specials explosent. Seuls deux membres poursuivront l'aventure jusqu'en 1984 : le clavier Jerry Dammers et le batteur John Bradbury.
De leur côté, les chanteurs Terry Hall et Neville Staple fondent Fun Boy Three avec le guitariste Lynval Golding. Leur nom est une référence ironique à leur morosité après leur départ des Specials. Ils sortent leur premier titre dès novembre 1981 : The lunatics have taken over the asylum, qui fustige Ronald Reagan et Margaret Thatcher. Ce single est un grand succès et atteint le Top 20.

## 1982: l'année de tous les succès
Fun Boy Three commence l'écriture de son premier album lorsque Terry Hall découvre, dans le magazine Face, trois jeunes filles qui tentent de percer dans la musique avec leur groupe Bananarama.
Il leur propose alors de les aider à lancer leur carrière en échange d'une collaboration : chaque groupe obtiendra un single en duo avec l'autre. Le premier fruit de ce travail apparaît en février 1982 : T'ain't what you do... est le deuxième single de Fun Boy Three et permet aux trois filles de Bananarama de se faire connaître comme choristes. Le titre est un grand succès puisqu'il se classe dans le Top 5. L'ascenseur sera renvoyé en avril 1982, lorsque ce sera au tour des Fun Boy Three de jouer les choristes pour ce qui deviendra le premier tube de Bananarama : Really saying something, également entré dans le Top 5.
Ces deux titres obtiendront une certaine faveur en Amérique du Nord, en entrant dans le Top 50 des clubs américains.
Le premier album des Fun Boy Three sort en mars 1982 : nommé aussi Fun Boy Three, il obtient un fort succès en atteignant le Top 10 et en restant dans le classement pendant vingt semaines.
L'album s'ouvre sur Sanctuary, une sorte de courte marche funèbre, comme pour rappeler la fin des Specials et la naissance des Fun Boy Three. Les rythmes tribaux et exotiques parsèment l'album, comme sur Way on down, Life in general et le single The lunatics have taken over the asylum. Vient ensuite l'étrange Faith, hope and charity au faux-air de rap américain et Best of luck mate, un texte parlé par Neville Staple sur une mélodie répétitive au piano. On trouve également trois titres enregistrés en compagnie de Bananarama : l'instrumental Funrama, le single T'ain't what you do... et Alone qui vient clore l'album en douceur. Pour être complet, il faut enfin citer The telephone always rings, une amusante et imparable complainte qui aura droit à une sortie en single, et l'onctueux I don't believe it.
Tout au long de l'album, on se plaît à savourer le cocktail constitué par l'ambiance afro-américaine et les sonorités tribales (Lynval Golding et Neville Staple sont tous les deux nés en Jamaïque) mélangés avec des nuances de pop et de new wave anglaise. Mais surtout, on sent une plus grande liberté musicale que l'on ne retrouvait pas toujours sur les albums des Specials.[réf. nécessaire]
Le single Really saying something, crédité au profit de Bananarama, sera intégré sur leur premier album sorti en 1983 : Deep sea skiving.
En mai 1982, Fun Boy Three sort le dernier extrait de son premier album : The telephone always rings, un titre décalé, entraînant et plein d'humour qui atteindra le Top 20. Le clip intégrait, à la fin, un karaoké avec la petite balle blanche et le groupe était rejoint par Bananarama et Madness.
En juillet 1982, le groupe sort le single Summertime, une reprise de George Gershwin datant des années 1930. Ce sera un nouveau succès à la clef en entrant dans le Top 20. Le groupe parviendra habilement à intégrer trois jeunes musiciennes, surfant ainsi sur l'image véhiculée par le trio Bananarama dans leurs précédents singles.
Enfin, Fun Boy Three fait une courte apparition dans le clip Driving in my car de Madness, pendant lequel ils tentent (en vain) d'être pris en stop par la voiture de leurs collègues.

## 1983: la consécration et la séparation
En janvier 1983, Fun Boy Three entame sa métamorphose musicale avec le single The more I see, abandonnant les rythmes africains pour des sonorités très anglaises. C'est un échec, le titre échouant à atteindre le Top 50.
On notera néanmoins l'apparition, dans le clip comme dans le studio, de la future batteuse de The Communards : June Miles-Kingston. David Byrne, producteur du nouvel album et leader des Talking Heads, fait également une apparition à la fin de la vidéo.
Le tir est vite rectifié. En février 1983, le single The tunnel of love aux accents de tango devient l'un de leurs plus grands tubes en atteignant le Top 10. Il est suivi par leur deuxième album, Waiting, qui restera (comme son prédécesseur) vingt semaines dans les classements, mais avec une place moindre puisqu'il n'ira pas plus loin que le Top 20.
Waiting est l'album le plus réussi du groupe[citation nécessaire]. S'éloignant du caractère épuré et tribal du précédent, les textes se font plus sérieux et corrosifs tandis que la musique s'apparente désormais à de la pop teintée de new wave.
Ce nouvel opus s'ouvre sur l'instrumental Murder she said, immédiatement suivi par le cynique The more I see qui avait échoué dans les charts britanniques un mois plus tôt. Le piano et les cuivres ont remplacé les percussions exotiques, comme on peut l'entendre sur Going home ou We're having all the fun sur les supposés petits bonheurs dans la vie courante. The farm yard connection parle avec humour d'un trafic de drogue raté, tandis que The tunnel of love raconte la descente aux enfers d'un jeune couple naïf, faisant ainsi un subtil parallèle avec Too much too young qu'ils avaient sorti en 1980 avec les Specials. Puis vient le tour de Our Lips Are Sealed (en), initialement écrite pour les filles du groupe Go Go's, et qui devient ici une magnifique reprise et l'un des meilleurs titres de Fun Boy Three. La suite se compose de The pressure of life et Things we do, deux morceaux sur le stress et la morosité du quotidien. L'album se termine avec Well fancy that ! où le narrateur raconte comment, alors qu'il avait douze ans, un professeur a tenté de le violer lors d'un voyage linguistique, et ce qu'il a ressenti.
Si Fun Boy Three, le précédent album, se montrait insouciant et épuré, Waiting adopte un ton beaucoup plus grave et sévère où les textes ont une place beaucoup plus importante et sérieuse.
Our lips are sealed sort en avril 1983 et devient le titre le mieux classé du groupe dans le Top 10. Fun Boy Three s'engouffre ensuite dans une longue tournée américaine.
Le groupe se sépare ensuite : Terry Hall fonde un nouveau groupe, Colour Field, à la carrière similaire (deux albums et moins d'une dizaine de singles) entre 1984 et 1987, avec moins de succès toutefois. Neville Staple retournera auprès de Jerry Dammers dans son nouveau groupe 'The Special AKA' pour le titre Nelson Mandela en 1984, leur unique tube dans cette formation, qui disparaîtra d'ailleurs la même année après l'échec relatif de son album In the studio.

## Discographie

### Albums studio
| Année | Titre         | Charts UK | Temps passé dans les charts | Dates d'entrée & sortie charts |
| ----- | ------------- | --------- | --------------------------- | ------------------------------ |
| 1982  | Fun Boy Three | 7         | 20 semaines                 | 20/03/1982 - 07/08/1982        |
| 1983  | Waiting       | 14        | 20 semaines                 | 19/02/1983 - 09/07/1983        |

### Compilations
| Année | Titre                           | Charts UK | Temps passé dans les charts | Dates d'entrée & sortie charts |
| ----- | ------------------------------- | --------- | --------------------------- | ------------------------------ |
| 1984  | The Best of Fun Boy Three       |           |                             |                                |
| 2023  | The Complete (Coffret 5CD+1DVD) |           |                             |                                |

### Singles
| Année | Titre                                   | Charts UK | Temps passé dans les charts | Dates d'entrée & sortie charts | Album                         |
| ----- | --------------------------------------- | --------- | --------------------------- | ------------------------------ | ----------------------------- |
| 1981  | The lunatics have taken over the asylum | 20        | 12 semaines                 | 07/11/1981 - 23/01/1982        | Fun Boy Three                 |
| 1982  | T'ain't what you do...                  | 4         | 10 semaines                 | 13/02/1982 - 17/04/1982        | Fun Boy Three                 |
| 1982  | Really saying something (Bananarama)    | 5         | 10 semaines                 | 10/04/1982 - 12/06/1982        | Deep sea skiving (Bananarama) |
| 1982  | The telephone always rings              | 17        | 9 semaines                  | 08/05/1982 - 03/07/1982        | Fun Boy Three                 |
| 1982  | Summertime                              | 18        | 8 semaines                  | 31/07/1982 - 18/09/1982        | ...                           |
| 1983  | The more I see                          | 68        | 2 semaines                  | 08/01/1983 - 15/01/1983        | Waiting                       |
| 1983  | The tunnel of love                      | 10        | 10 semaines                 | 05/02/1983 - 09/04/1983        | Waiting                       |
| 1983  | Our lips are sealed                     | 7         | 10 semaines                 | 30/04/1983 - 02/07/1983        | Waiting                       |

### Clips
- 1981 - The lunatics have taken over the asylum
- 1982 - T'ain't what you do...
- 1982 - Really saying something (Bananarama)
- 1982 - The telephone always rings
- 1982 - Summertime
- 1983 - The more I see
- 1983 - The tunnel of love
- 1983 - Our lips are sealed